# Aloe cameronii
Aloe cameronii é uma espécie de liliopsida do gênero Aloe, pertencente à família Asphodelaceae.